# Diphyus quadripunctorius
Diphyus quadripunctorius là một loài tò vò trong họ Ichneumonidae.